# Hermann Kolbe

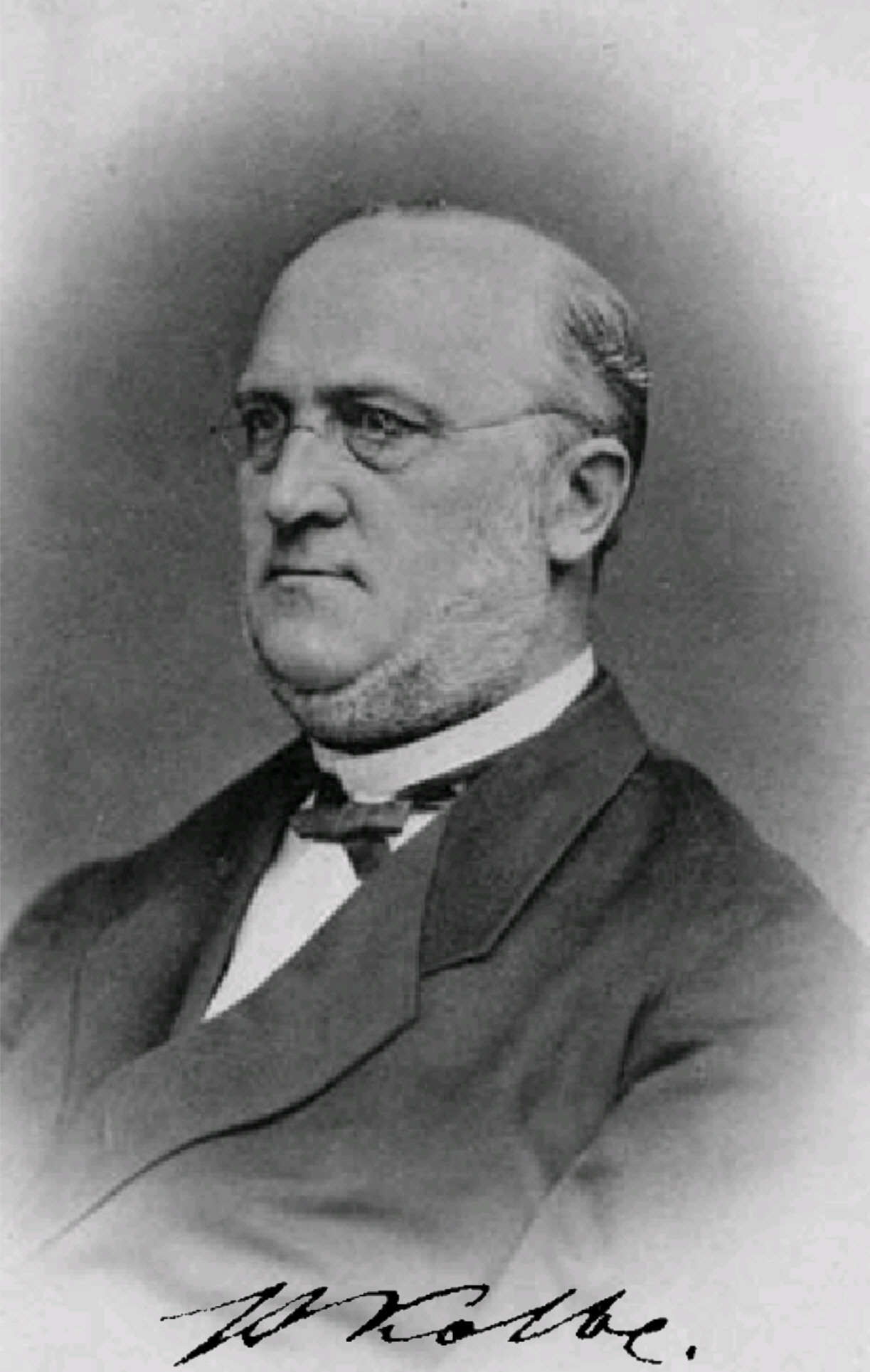
Hermann Kolbe, um 1865

Adolph Wilhelm Hermann Kolbe (* 27. September 1818 in Elliehausen; † 25. November 1884 in Leipzig) war ein deutscher Chemiker. Er entdeckte mit der Elektrolyse von Carbonsäuren (Kolbe-Elektrolyse) eine Synthesemethode zur C,C-Bindungsknüpfung der Alkylreste von Säuren und gilt als Begründer der Organischen Elektrochemie. Kolbe stellte 1859 erstmals Salicylsäure aus Phenolat und Kohlendioxid synthetisch her.

## Lebenslauf
Kolbe war das älteste von 15 Kindern des Pfarrers Karl Kolbe (1780–1870) und dessen Frau Auguste geb. Hempel (geboren 1800). Den ersten Unterricht erhielt er im elterlichen Pfarrhaus. Aufgrund des Tätigkeitswechsel des Vaters zog die Familie 1826 nach Stöckheim ins Leinetal. Er besuchte ab 1831 das Gymnasium in Göttingen und legte dort 1838 das Abitur ab. Nach seinem Chemiestudium ab 1838 bei Friedrich Wöhler in Göttingen wurde er an der Universität Marburg 1842 Assistent von Robert Wilhelm Bunsen. Bereits während seiner Studien- und später Assistenzzeit in Marburg verfasste er zahlreiche wissenschaftliche Abhandlungen und gab seine ersten Publikationen heraus. Ebenfalls hatte er in Göttingen seine Dissertation begonnen, die er dann in Marburg abschloss. Im Herbst 1843 erhielt er mit der Arbeit Ueber die Produkte der Einwirkung des Chlors auf Schwefelkohlenstoff den Doktorgrad (Dr. rer. nat.). Von 1845 bis 1847 war Kolbe Assistent bei Lyon Playfair an der University of London. Hier unterstützte er Playfair am Museum für Economic Geology bei Schlagwetteruntersuchungen. In dieser Zeit befreundete er sich auch mit Edward Frankland. Kolbe und Frankland fanden in London die Darstellungsweise von Carbonsäuren aus Nitrilen.
Auch die Elektrolyse von Carbonsäuren mit der Bildung von Kohlendioxid und den dimerisierten Alkanen fiel in diese Periode (1847 arbeitete Kolbe auch in Marburg bei Bunsen).
Im Herbst 1847 ging Kolbe aufgrund eines Angebotes des Verlags Fr. Vieweg & Sohn zur Bearbeitung des Handwörterbuches der Chemie nach Braunschweig.
1851 folgte Kolbe dem Ruf auf das Ordinariat für Chemie an der Universität Marburg als Nachfolger von Robert Bunsen. 1853 heiratete Kolbe Charlotte von Bardeleben (1832 – 1876). Aus der Ehe gingen ein Sohn und drei Töchter hervor. Der Sohn Karl Kolbe (1856 – 1909) wurde ebenfalls Chemiker und übernahm 1884 als Direktor die Salicylfabrik "Dr.F.v.Heyden", deren Teilhaber Hermann Kolbe war. 1865 wurde er ordentlicher Professor an der Universität Leipzig. Hier wurde 1868 nach seinen Plänen das chemische Institut der Universität Leipzig errichtet. Ab 1870 war er Herausgeber der von Otto Linné Erdmann gegründeten Zeitschrift „Journal der praktischen Chemie“.
Hermann Kolbe wurde im Kolbeschen Erbbegräbnis auf dem Neuen Johannisfriedhof, VII. Abteilung, beerdigt.

## Wissenschaftliches Werk
Als Kolbe sein Chemiestudium begann, war die organische Chemie als Wissenschaft recht unbekannt. Aus Elementaranalysen leiteten Chemiker die relativen Gehalte von Kohlenstoff, Wasserstoff und Sauerstoff in einer organischen Verbindung ab. Gänzlich unbekannt war zu dieser Zeit deren Struktur und die Art des Atomaustausches von Molekülen bei einer chemischen Reaktion. In dieser Phase wurden viele Stoffumwandlungen untersucht, mit dem Ziel, aus der Änderung der elementaren Zusammensetzung eine bestimmte Ordnung zu entdecken und auf die chemische Konstitution und das Reaktionsverhalten von Verbindungen zu schließen.
Nachdem in der organischen Chemie die dualistische Radikaltheorie (mit einem positiven und einem negativen Bereich in jedem anorganischen und organischen Teilchen) von Jöns Jacob Berzelius durch die Entdeckung der Substitution durch Jean Baptiste Dumas von einer unitaristischen Typentheorie erschüttert wurde, gab es zwei Lager in der organischen Chemie.
Das eine Lager (Charles Gerhardt, Auguste Laurent) versuchte durch neue Überlegungen die Typentheorie weiter auszubauen, das andere Lager versuchte durch gedankliche Hilfskonstrukte die dualistische Theorie von Berzelius zu reformieren.
Kolbe unterstützte zunächst die dualistische Theorie von Berzelius, er war einer der stärksten Verteidiger des dualistischen Systems von Berzelius
(siehe hierzu auch Geschichte der Substitutionsreaktion).
Kolbe untersuchte für seine Dissertation (1842–1843) die Umwandlung von Kohlenstoffdisulfid mit Chlor. Er erhielt neben den organischen Chlorverbindungen auch eine kristalline Substanz, die Trichlormethansulfonsäure. Deren Entstehung konnte Kolbe aus der dualistischen Theorie ableiten.
Durch die Behandlung mit Natriumamalgam konnten alle Chloratome durch Wasserstoffatome ausgetauscht werden, sodass sich Methansulfonsäure bildete. Kolbe fand etwas später heraus, dass sich Tetrachlorethen (erzeugt aus Tetrachlorkohlenstoff bei Durchleitung durch eine glühende Röhre) im Sonnenlicht in Gegenwart von Wasser und Chlor zu Trichloressigsäure umwandelte. Die Trichloressigsäure ließ sich mit Natriumamalgam in Essigsäure überführen. In seinem Artikel wurde erstmals das Wort Synthese im Bereich der organischen Chemie verwendet. Kolbe hoffte damals, dass mithilfe der organischen Chemie zukünftig aus einfachen Stoffen wie Essigsäure komplizierte Stoffe wie Zucker hergestellt werden könnten. Bei seiner Arbeit wurde eine neue Kohlenstoff-Kohlenstoff-Bindung geknüpft, die Chlorsubstituenten an den Kohlenstoffen wurden durch Wasserstoff und Sauerstoff ersetzt.
Kolbe besuchte in London seinen Freund Edward Frankland. Mit Frankland wurde eine neue Synthese von Carbonsäuren ausgearbeitet. Sie synthetisierten aus den Alkylcyaniden (Acetonitril, Ethylnitril von Dumas und Théophile-Jules Pelouze erstmals synthetisiert) durch Verseifung die entsprechenden Carbonsäuren. Kolbe und Frankland nahmen nun an, dass die Cyanverbindungen mit Radikalen gepaarte Carbonsäuren sind. Cyanwasserstoff entsprach ihrer Ansicht Oxalsäure (Carboxygruppe), Acetonitril der Essigsäure. Kolbe wollte nun wissen, ob sich aus der Essigsäure das Methylradikal abspalten lässt, ob sich möglicherweise ein reines Radikal herstellen lässt. Um dies zu erreichen, elektrolysierte er Essigsäure. Es entstand am positiven Pol tatsächlich ein Stoff mit der chemischen Zusammensetzung für ein Methylradikal sowie Kohlendioxid. Die molare Masse für das Methylradikal war jedoch höher als erwartet, es war Ethan entstanden. Kolbe war sich nun sicher, dass die Essigsäure aus zwei Radikalpaaren besteht: dem Kohlensäure- und dem Methylradikal. Er elektrolysierte auch die höheren Alkansäuren und konnte auch bei diesen Kohlendioxidbildung und Alkanbildung nachweisen (siehe Kolbe-Elektrolyse). Aufgrund der elektrochemischen Versuche unterstützte Kolbe wieder die dualistische Theorie von Berzelius. Nach den Ideen für Sättigungskapazitäten der Elemente durch Frankland überarbeitete Kolbe die Radikaltheorie.
Er sah in dieser Arbeit alle organischen Stoffe als Abkömmlinge der Kohlensäure an, die durch Substitutionsprozesse entstanden sind. Kolbe änderte die formale Typentheorie von Gerhardt zu einer realen Typentheorie, er bezeichnete Gerhardts Typentheorie als unwissenschaftliche Formelspielerei. Kolbe verwarf die These von Gerhardt, dass eine chemische Verbindung mehrere Konstitutionsformeln besitzen könne. Er prognostizierte aus seiner Theorie die Möglichkeit der Existenz von sekundären und tertiären Alkoholen.
Diese Alkohole wurden wenige Jahre später von Alexander Butlerow und Charles Friedel aufgefunden.
Kolbe untersuchte auch die Isomerieerscheinungen von Fettsäuren und klärte die Konstitution von Milchsäure, Alanin und Äpfel- und Weinsäure auf.
Kolbe gelang auch die Herstellung der ersten aliphatischen Nitroverbindung (Nitromethan).
Für die Medizin war Kolbes Entwicklung einer einfachen Synthese für Salicylsäure (Acetylsalicylsäure (Aspirin) ist ein Derivat der Salicylsäure) besonders bedeutsam. Salicylsäure stellte er aus Phenol in Gegenwart von Kohlenstoffdioxid und Natrium her. Völlige Aufklärung der Bildung von Salicylsäure brachte jedoch erst Rudolf Schmitt.
Durch die Einbringung seiner Kolbe-Synthese wurde er Teilhaber der 1874 von Friedrich von Heyden gegründeten Salicylsäurefabrik Dr. F. v. Heyden, die in Radebeul weltweit erstmals Arzneimittelsynthese im industriellen Maßstab betrieb. Sein Sohn Carl Kolbe, ebenfalls Chemiker, übernahm 1884 erst die Leitung und 1885 die Fabrik von ihrem Gründer. Seine Tochter Johanna heiratete den Chemiker Ernst von Meyer. Sein Neffe Hermann Ost, Sohn seiner Schwester Bertha, wurde ebenfalls Chemiker und Professor an der TH Hannover. Und auch sein Enkel Ferdinand Hermann Krauss wurde Professor für Chemie.

## Lehre und Universität
Kolbe hat ein umfangreiches Lehrbuch der organischen Chemie (1854–1865) verfasst. Ferner ein kurzes Lehrbuch für anorganische und organische Chemie.
Er war Herausgeber (seit 1870) der von O. L. Erdmann gegründeten Zeitschrift Journal für praktische Chemie.
Zwischen 1847 und 1851 bearbeitete er das Handwörterbuch der reinen und angewandten Chemie beim Vieweg Verlag in Braunschweig.
Nach seinen Plänen wurde 1868 das chemische Institut in Leipzig errichtet.
Als Lehrer wandte er eine Lernmethode an, die beim Studenten eine sorgfältige Beobachtungsgabe und das Nachdenken förderte.
Zu seinen Schülern und Mitarbeitern in Leipzig gehörten Ernst Otto Beckmann, Alexander Michailowitsch Saizew und Theodor Curtius.

## Auszeichnungen

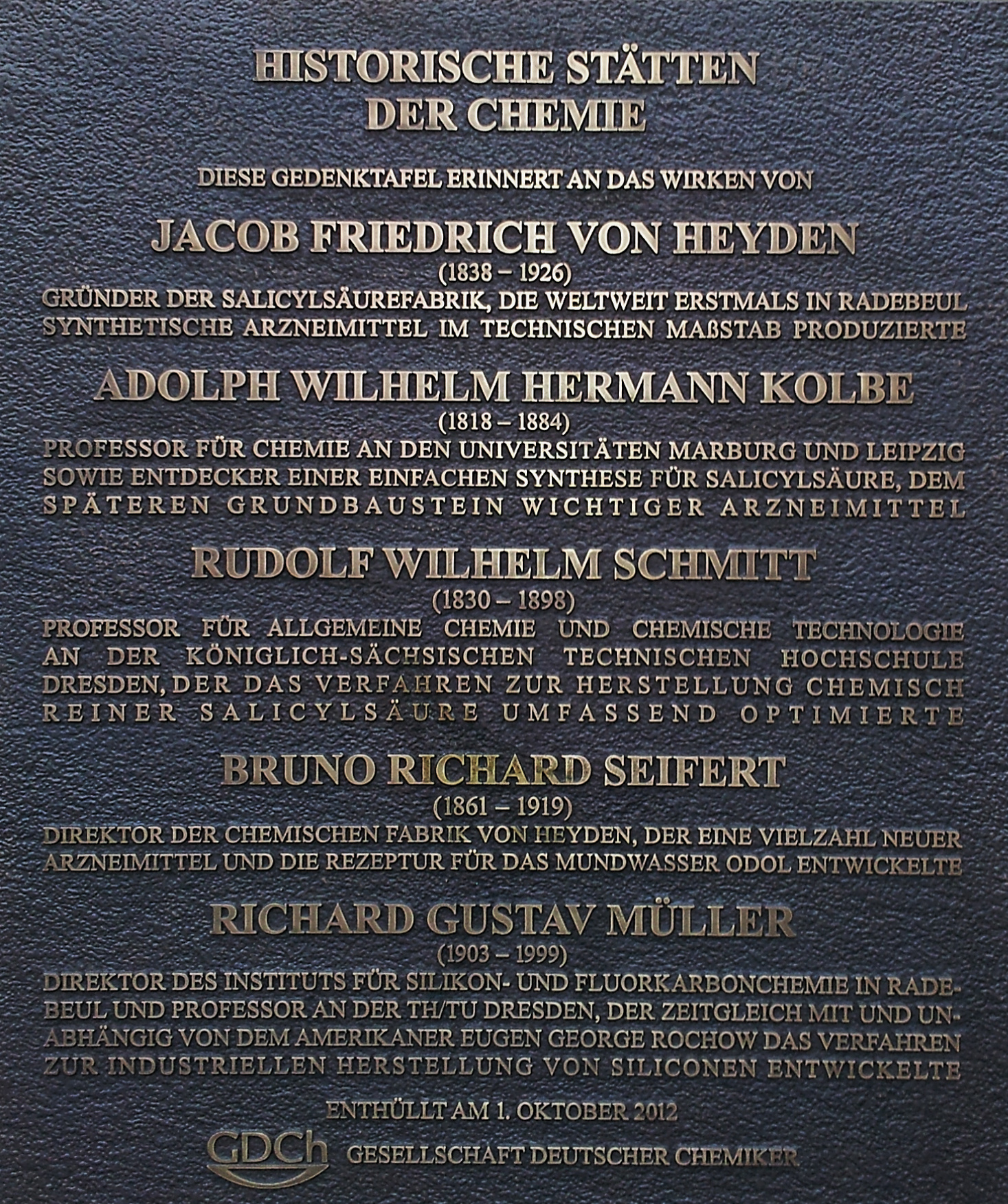
Gedenktafel der GDCh an der Chemischen Fabrik v. Heyden, Meißner Straße 35 in Radebeul

Kolbe wurde für seine Arbeit zum Geheimen Hofrat ernannt. 1877 erhielt er in Tübingen den Dr. med. h. c.
1862 wurde er zum auswärtigen Mitglied der Bayerischen Akademie der Wissenschaften gewählt. Dazu war Kolbe Mitglied bzw. Ehrenmitglied mehrerer wissenschaftlicher Einrichtungen, so der Königlich-Sächsischen Gesellschaft der Wissenschaften, der Preußischen Akademie der Wissenschaften, der Universitäten Kasan und Kiew sowie der Royal Society in Edinburgh.
Kolbe war ab 1872 Ritter des Bayerischen Maximiliansorden für Wissenschaft und Kunst und erhielt 1884 von der Royal Society die Davy-Medaille.
Seit dem 1. Oktober 2012 ist die ehemalige Salicylsäurefabrik und spätere Chemische Fabrik Dr. F. von Heyden eine der Historischen Stätten der Chemie, ausgezeichnet durch die Gesellschaft Deutscher Chemiker (GDCh) im Rahmen eines Festakts mit einer Gedenktafel am Hauptgebäude in Radebeul. Diese erinnert an das Wirken von Jacob Friedrich von Heyden, Adolph Wilhelm Hermann Kolbe, Rudolf Wilhelm Schmitt, Bruno Richard Seifert und Richard Gustav Müller.

## Schriften
- Kurzes Lehrbuch der Chemie, Band 1. Vieweg, Braunschweig 2. verb. Aufl. 1884 Digitalisierte Ausgabe der Universitäts- und Landesbibliothek Düsseldorf
- Ausführliches Lehrbuch der Organischen Chemie, Vieweg 1854 (Bearbeitung der 3. Auflage des Lehrbuchs von Friedrich Julius Otto und Thomas Graham, der Graham-Otto). Digitalisat
- Ueber den natürlichen Zusammenhang der organischen mit den unorganischen Verbindungen, die wissenschaftliche Grundlage zu einer naturgemässen Classification der organischen chemischen Körper (1859). Herausgegeben von Ernst von Meyer. Ostwalds Klassiker Nr. 92, Leipzig 1897, Archive